# Costus eburneus
Costus eburneus là một loài thực vật có hoa trong họ Costaceae. Loài này được Meekiong, Muliati & Tawan mô tả khoa học đầu tiên năm 2006.